# Christiane F.
Christiane F. (alemany: Christiane Vera Felscherinow)  (Hamburg, 20 de maig de 1962), va ser una addicta a l'heroïna de nacionalitat alemanya, que es va fer famosa per contribuir en el llibre autobiogràfic Els nens de l'estació del Zoo, publicat i editat per la revista alemanya Stern en 1978 i que descriu la seva lluita contra l'addicció durant l'adolescència, a més de la pel·lícula basada en el mateix llibre.

## Biografia
Es va traslladar a Berlín en 1968 amb els seus pares i la seva germana més jove. La mare sofria abusos per part del pare, per la qual cosa es van acabar separant. La germana petita va passar a viure amb el seu pare i la seva amant mentre que Christiane es va quedar amb la seva mare. Va viure al principi en el districte municipal de Kreuzberg i després en el districte municipal de Neukölln. Però va anar al barri de Gropiusstadt on Christiane va començar a veure's embolicada en assumptes de drogues a través del seu grup d'amics. En 1974, als 12 anys, va començar a fumar cànnabis i a consumir medicaments com Valium, Mandrix i també LSD.

### Sound
En 1975, amb 13 anys, Christiane va començar a freqüentar Sound, la discoteca de moda aleshores a Berlín. Allí va conèixer a Detlev (el que seria el seu futur nuvi) a més d'Axel, Babsi, Atze, Zombie i Stella, entre d'altres.

### L'Heroïna
Una nova droga començava a circular en l'escena berlinesa. Era l'heroïna, o simplement "H", com era més coneguda. Encara que era molt temuda pel seu alt poder addictiu i per l'alt risc de mortalitat, tots els amics de Christiane van acabar tornant-se addictes a ella, fins i tot Detlev.
Christiane va consumir l'heroïna inhalada la primera vegada després d'assistir a un concert de David Bowie. Temps després, en uns banys públics de l'Estació Berlin Zoologischer Garten, es va injectar la droga per primera vegada. A partir d'aquest moment, Christiane va ser introduint-se a poc a poc en el consum d'heroïna, necessitant cada vegada més dosis diàries per calmar la síndrome d'abstinència.

### Prostitució
A mesura que es tornava més addicta, Christiane, amb 14 anys, com tots els seus amics, va començar a prostituir-se en l'Estació del Zoo per comprar heroïna. La pròpia Christiane relata que, al principi, seleccionava als seus clients i que es limitava a masturbar-los o praticar-los sexe oral. Però en sorgir la necessitat d'injectar-se droga tres vegades al dia, Christiane va passar a acceptar a qualsevol tipus de client i a practicar sexe dins dels cotxes. La pràctica de la prostitució va durar des de 1976 fins a 1977, quan va ser detinguda i acusada de tràfic i consum de drogues.

### Llibre
Durant el seu judici en el tribunal d'infància i joventut, els periodistes Kai Hermann i Horst Hieck van quedar impressionats amb la seva declaració sobre l'addicció i li van proposar una entrevista que, al final, va durar diversos mesos i va servir de base per al famós llibre Wir Kinder vom Bahnhof Zoo. El llibre va tenir èxit i va ser publicat a diversos països. A Espanya es va publicar amb el títol "Yo, Christiane F. - hijos de la droga". Amb la publicació del llibre, Christiane va adquirir fama mundial i fins i tot va passar un temps "neta", assegurant estar desenganxada de les drogues. Però en 1983, la policia la va detenir a l'apartament d'un traficant a Berlín. En aquesta època va concedir una entrevista a la revista alemanya Stern, confessant que mai havia abandonat realment l'heroïna.

### Pel·lícula
Veure article principal: Christiane F. – Wir Kinder vom Bahnhof Zoo

### Després del llibre
La majoria dels amics de Christiane van morir víctimes de l'heroïna, entre ells la seva amiga Babsi amb 14 anys, la víctima més jove de l'heroïna, a més d'Andreas W. (Atze) que va deixar una carta amb consells per als joves alertant sobre el perill de l'heroïna, i Axel, els dos amb 17.
Christiane va sobreviure, però mai va arribar a desenganxar-se completament, malgrat aconseguir-ho durant períodes. Als 45 anys, prenia diversos medicaments, passava regularment per sessions, intents i teràpies per abandonar l'hàbit que no han tingut bons resultats.
Té hepatitis C (malaltia crònica del fetge) i problemes circulatoris. Els metges, després d'haver afirmat que, a causa dels seus problemes circulatoris, que podia tenir una crisi si no cuida la seva salut millor, han dit també que el seu estat és delicat. Al desembre de 2005, el servei públic de salut alemany va registrar dos ingressos de la pacient.
Christiane va passar un període vivint en un apartament a Berlín amb dos dels seus oncles i amb el seu fill, Jan-Niklas.
Detlev també ha sobreviscut i treballa com a conductor d'autobús a Berlín. Viu feliç amb la seva dona i fills i diu haver-se lliurat de les drogues en 1980.

## En l'actualitat
Als 46 anys va tornar un curt temps a consumir drogues dures.
El seu fill viu actualment en una institució per a menors a l'àrea de Berlín.
Un nou drama per Christiane va tenir lloc a l'inici de 2008, quan ella i el seu xicot van decidir emigrar a Holanda, portant amb ells al fill de Christiane. En tenir coneixement d'aquest fet, la justícia alemanya es va quedar amb la seva custòdia, amb l'ajuda de la policia. Poc temps després, ella va segrestar al seu propi fill i va escapar a Amsterdam. A la capital holandesa, Christiane va tornar a consumir heroïna.
Després d'un desacord amb el seu xicot, Christiane va tornar a la fi de juny de 2008 a Alemanya, moment en el qual les autoritats alemanyes van procedir a retirar-li temporalment la custòdia del seu fill.
En 2011 la van detenir per última vegada quan la policia li va decomissar una petita quantitat d'heroïna en la maleta. Estava a punt de prendre un tren en una estació de Berlín.
En l'actualitat, segueix lluitant per la seva vida tot i la mala salut que té.